# 中华霍氏虫
中华霍氏虫（学名：Hoferellus sinensis）为碘泡科霍氏虫属的动物。在中国，分布于湖北等，营寄生生活，寄生在泥鳅的肾和膀胱。